# ROBOR
ROBOR (Romanian Interbank Offer Rate) este rata dobânzii la care băncile care contribuie la calcularea acestui indice sunt dispuse să ofere împrumuturi sub formă de depozite în lei celorlalte bănci contributoare. Cu alte cuvinte, ROBOR este rata cu care o bancă este dispusă să împrumute alte bănci. ROBOR este mai mare decât ROBID, raportul lor urmând logica cererii și ofertei.
Ratele de referință ROBOR se stabilesc pentru opt scadențe, cea mai scurtă fiind de o zi, iar cea mai lungă de un an. Pentru creditele acordate de bănci clienților nebancari (persoane fizice, societăți comerciale etc.) importante sunt în special ratele ROBOR pentru scadențele de 3 și 6 luni, care servesc drept referință pentru stabilirea ratelor dobânzilor variabile, în formatul ROBOR 3 luni + marjă, respectiv ROBOR 6 luni + marjă. (...) ROBOR se calculează ca media aritmetică (după eliminarea extremelor) a dobânzilor cotate de băncile care participă la procesul de calcul al ROBOR («calculul ROBOR»), în intervalul 10:45‐11:00, la care acestea sunt dispuse să plaseze depozite celorlalți participanți. Ratele ROBOR sunt calculate în mod independent de către Thomson Reuters, entitatea împuternicită de către BNR, în calitate de organizator al calculului ROBOR, în acest scop.
Ratele dobânzilor de referință ale pieței monetare interbancare ROBID/ROBOR sunt calculate zilnic de către Reuters.  ROBOR-ul este stabilit zilnic de piața interbancară.  După cum putem observa, ROBOR se stabilește pe o piață – piața monetară interbancară, deci, pe baza cererii și ofertei. Altfel spus, este prețul pe care îl plătesc băncile pentru a se împrumuta între ele. El nu este stabilit administrativ, nu este impus de nimeni! Băncile vin cu oferte și cereri de lichidități. 
Statul Român a legiferat prin Ordonanța de Urgență 50 din 2010 (OUG 50/2010) condițiile în care se pot acorda credite. Astfel, Statul (în urma unei Directive Europene) a decis că se pot acorda credite fie cu rata de dobândă fixă, fie cu rata dobânzii corelată la un indice de referință. S-a ales acest indice de referință (ROBOR) deoarece este o practică folosită la nivel internațional, în plus stabilirea acestuia se face transparent. Prin această Ordonanță, Statul a decis să protejeze populația de eventuale creșteri ale ratelor dobânzilor la credite care vin în urma unor decizii unilaterale ale băncilor.  A fost aleasă scadența la 3 luni (care, atunci, era de 6,84%), pentru că a fost considerată relevantă ca urmare a volatilității relativ reduse, a valorii de semnal și pentru a oferi suficientă predictibilitate în relația dintre bănci și debitori. 
Influența se simte doar la creditele în lei (cele în euro fiind influențate de Euribor) și doar la cele cu dobândă variabilă. Creditele cu dobândă fixă nu sunt influențate de nivelul ROBOR, dobânda este constantă pe toată perioada de creditare. Creditele cu dobândă variabilă sunt credite a căror dobândă se stabilește prin însumarea marjei băncii (cheltuieli operaționale plus profitul acesteia) la care se adaugă ROBOR. Dobânda folosită de băncile creditoare este ROBOR la trei luni (3M), așa cum se întâmplă în cazul unui credit Prima Casă, sau 6 luni (simbolizat 6M). 
Cea mai mică valoare înregistrată vreodată de indicatorul ROBOR 3M a fost 0,68%, pe 27 septembrie 2016 și pe 14 octombrie 2016.  O valoare mică a indicelui ROBOR este corelată cu o rată mai mică pentru creditele contractate în lei.